# Mot nya mål (album av Wizex)
Mot nya mål är ett studioalbum av det svenska dansbandet Wizex, släppt 1998.  Det placerade sig som högst på 51:a plats på den svenska albumlistan.

## Låtlista
1. Men så viskade en fågel
2. I stormens öga
3. Mot nya mål
4. All min tid
5. Du är så vacker
6. Lika ung i hjärtat än
7. En enkel biljett (Heartbreak Express)
8. Halva vägen
9. Om du bara ville
10. En ensam man
11. Tro på i morgon
12. Det finns ingen jag älskat så
13. Din för alltid
14. Du är min längtan
15. Till stängningsdags
16. Abba-medley

## Listplaceringar
| Lista (1997) | Topplacering |
| ------------ | ------------ |
| Sverige      | 51           |

### Fotnoter
1. ↑  ”Danswebb”. Arkiverad från originalet den 25 maj 2012. http://archive.is/2012.05.25-185851/http://www.dans-web.nu/skivor/index.php?pid=view&ref_cd=99. Läst 9 juni 2011.
2. ↑  ”Svensk mediedatabas”. http://smdb.kb.se/catalog/id/001516013. Läst 22 april 2011.
3. ↑  ”Listplacering”. http://hitparad.se/showitem.asp?key=18084&cat=a. Läst 22 april 2011.